# Карл-Ерік Вандерборґт
Карл-Ерік Вандерборґт (7 травня 1951) — бельгійський хокеїст на траві. Грав за клуб «Рояль Леопольд» из Брюсселя. Учасник літніх Олімпійських ігор 1972 в Мюнхені, де його збірна посіла 10-те місце. Зіграв 8 матчів і забив 2 голи: по одному у ворота збірних Аргентини та Малайзії. Учасник літніх Олімпійських ігор 1976 у Монреалі, де його збірна посіла 9-те місце. Зіграв 6 матчів, голів не забивав.